# ジャコビー・ジョーンズ
ジャコビー・ジョーンズ（Jacoby Jones 1984年7月11日 - 2024年7月14日）はルイジアナ州ニューオーリンズ出身の元アメリカンフットボール選手。現役時代のポジションはワイドレシーバー。

## 経歴
高校時代は、アメリカンフットボールの他にバスケットボール、陸上競技を行った。2002年にサウスイースタンルイジアナ大学に進学したが、2003年にNCAAディビジョンIIのレーンカレッジに転校した。レーンカレッジで彼はリターナーとして活躍、SIACのオールチームに3回選ばれた。
2007年のNFLドラフト3巡で、ヒューストン・テキサンズに指名されて入団した。
2008年3月16日、ダウンタウン・ヒューストンの近郊で飲酒運転の疑いにより逮捕された。この年第8週のシンシナティ・ベンガルズ戦で73ヤードのパントリターンTDをあげて、第6週に続き2度目の週間MVPに選ばれた。
2009年の第2週、テネシー・タイタンズ戦でプロ初TDレシーブをあげた。第4週のオークランド・レイダース戦で95ヤードのキックオフリターンTDをあげて、週間MVPに選ばれた。第6週のマイアミ・ドルフィンズ戦で70ヤードのパントリターンTDをあげた。
2011年シーズン、ディビジョナルプレーオフのボルチモア・レイブンズ戦でパントリターンの際、ケアリー・ウィリアムズにタックルされてボールをこぼし、ジミー・スミスにリカバーされ、チームは敗れた。
2012年5月1日、テキサンズから解雇された。5月8日、ボルチモア・レイブンズと2年700万ドルの契約を結んだ。9月16日のフィラデルフィア・イーグルス戦では25ヤードのTDレシーブを上げたかに見えたが、代替審判によりパスインターフェアランスの反則がコールされ、TDは取り消された。10月14日のダラス・カウボーイズ戦でNFLタイ記録となる108ヤードのキックオフリターンTDをあげた。11月11日のオークランド・レイダース戦では105ヤードのキックオフリターンTDをあげた。11月18日のピッツバーグ・スティーラーズ戦では63ヤードのパントリターンTDをあげて13-10での勝利に貢献した。これらの活躍で11月のAFC月間MVPスペシャルチーム部門に選ばれている。この年リターナーとして自身初のプロボウルに選ばれた。デンバー・ブロンコスとのAFCチャンピオンシップゲームでは7点リードされた残り31秒に同点となる70ヤードのTDレシーブをあげて、チームはダブルオーバータイムの末、38-35で勝利、スーパーボウル出場を果たした。

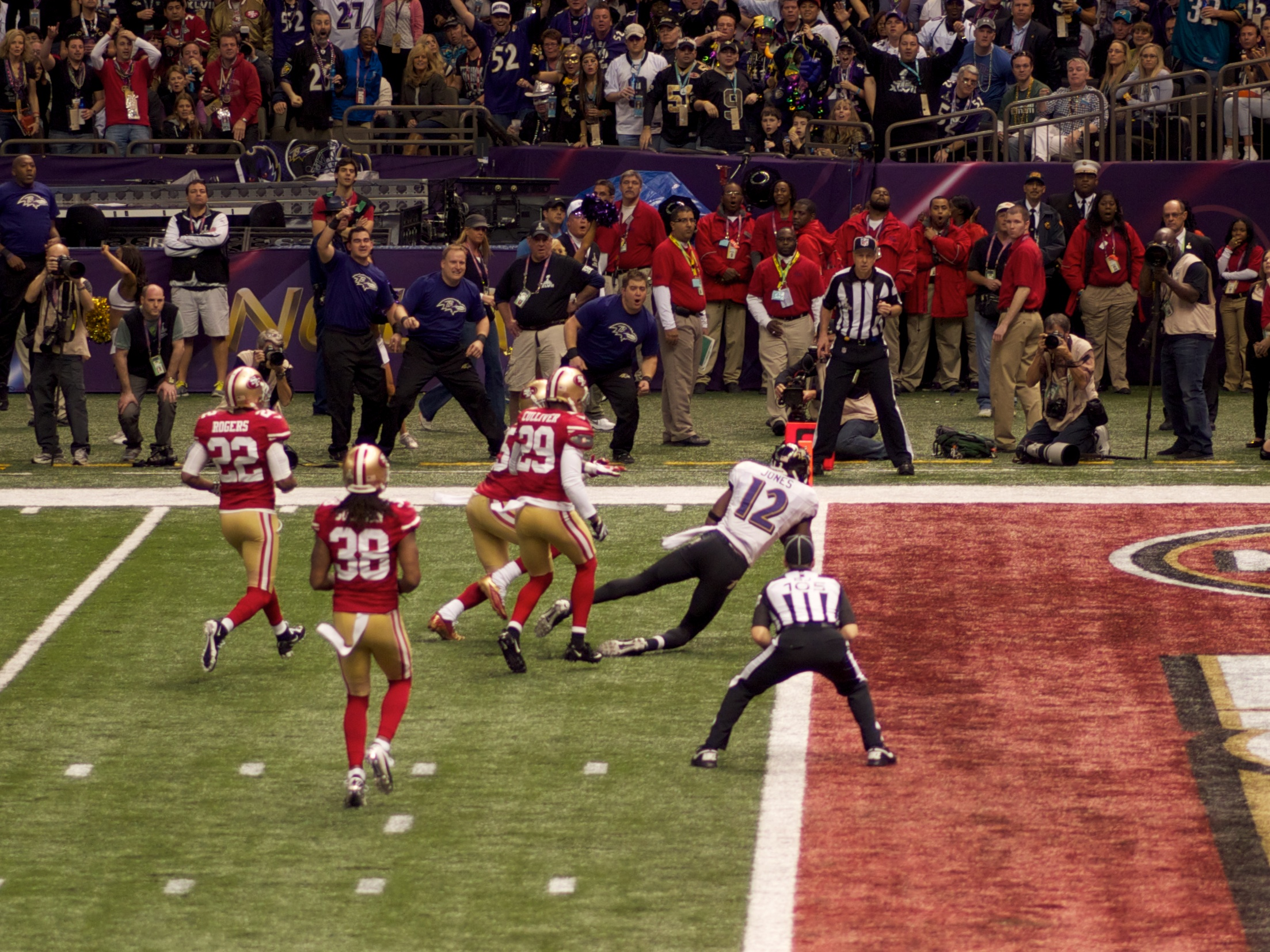
第47回スーパーボウルでTDをあげたジョーンズ

サンフランシスコ・フォーティナイナーズとの第47回スーパーボウルでは第2Q残り2分を切ってから56ヤードのTDレシーブをあげた。さらに後半開始のキックオフで、スーパーボウル記録となる108ヤードのキックオフリターンTDをあげた。この試合で彼はキックオフで206ヤード、パントリターンで28ヤード、レシーブで56ヤードをあげて、スーパーボウルでのオールパーパスヤード記録を更新する290ヤードを獲得し、34-31の勝利に貢献、スーパーボウルリングを手に入れた。
2013年9月5日のデンバー・ブロンコスとの開幕戦で、右ひざの靭帯をねんざし、4週間から6週間離脱することとなった。11月28日のピッツバーグ・スティーラーズ戦ではキックオフリターンで73ヤードのビッグリターンを行ったが、このプレーの際、スティーラーズのマイク・トムリンヘッドコーチがフィールドに足を踏み入れたことについて、プレーに少し影響があったとコメントしている。
2014年3月12日、レイブンズと4年1200万ドル（400万ドルの保証を含む）で契約を結んだ。キックオフリターン、パントリターンのそれぞれでベスト10に入る成績を残したが、パスを5回落球、パントリターンを2回できなく終わるなど、パフォーマンスが悪かったため、契約を3年残してシーズン終了後解雇された。
2015年3月6日、サンディエゴ・チャージャーズと2年契約を結んだ。第8週のボルチモア・レイブンズ戦終了後の11月3日に解雇された。11月5日にピッツバーグ・スティーラーズと契約を結んだ。
2024年7月13日から14日にかけて、睡眠中に死去した。40歳没。

## 記録
NFL記録
- 最長キックオフリターン 108ヤード（タイ記録）
- スーパーボウルでの最長キックオフリターン（第47回スーパーボウル）
- スーパーボウルでの最長プレー 108ヤード（第47回スーパーボウル）
- スーパーボウルオールパーパスヤード 289ヤード（第47回スーパーボウル）

テキサンズ記録
- シーズンパントリターン回数 49回（2011年）
- シーズンパントリターンヤード 518ヤード(2011年)
- シーズンパントリターンTD 2回（2008年）
- 通算パントリターン回数 179回
- 通算パントリターンヤード 1,820ヤード
- 最長パントリターン 79ヤード

レイブンズ記録
- 通算キックオフリターンTD 2回
- 最長キックオフリターン 108ヤード（2012年、ダラス・カウボーイズ戦）